# Alonso Gomes
Alonso Gomes (Mértola, 17 de Janeiro de 1819 - Mértola, 17 de Junho de 1897) foi um empresário e político português, que teve um grande impacto na economia nacional do século XIX, principalmente na região do Alentejo.

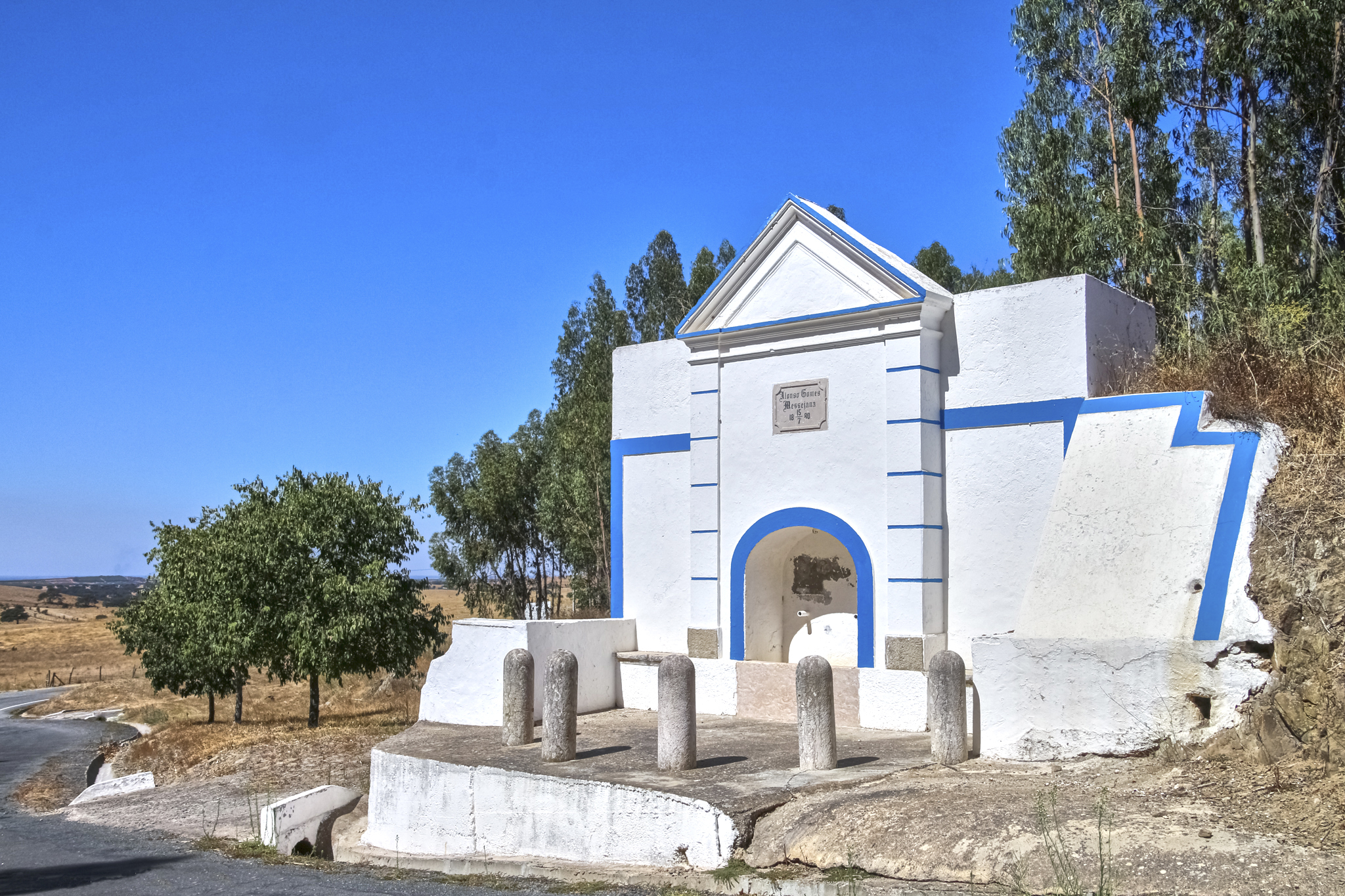
Chafariz de Alonso Gomes, em Messejana.

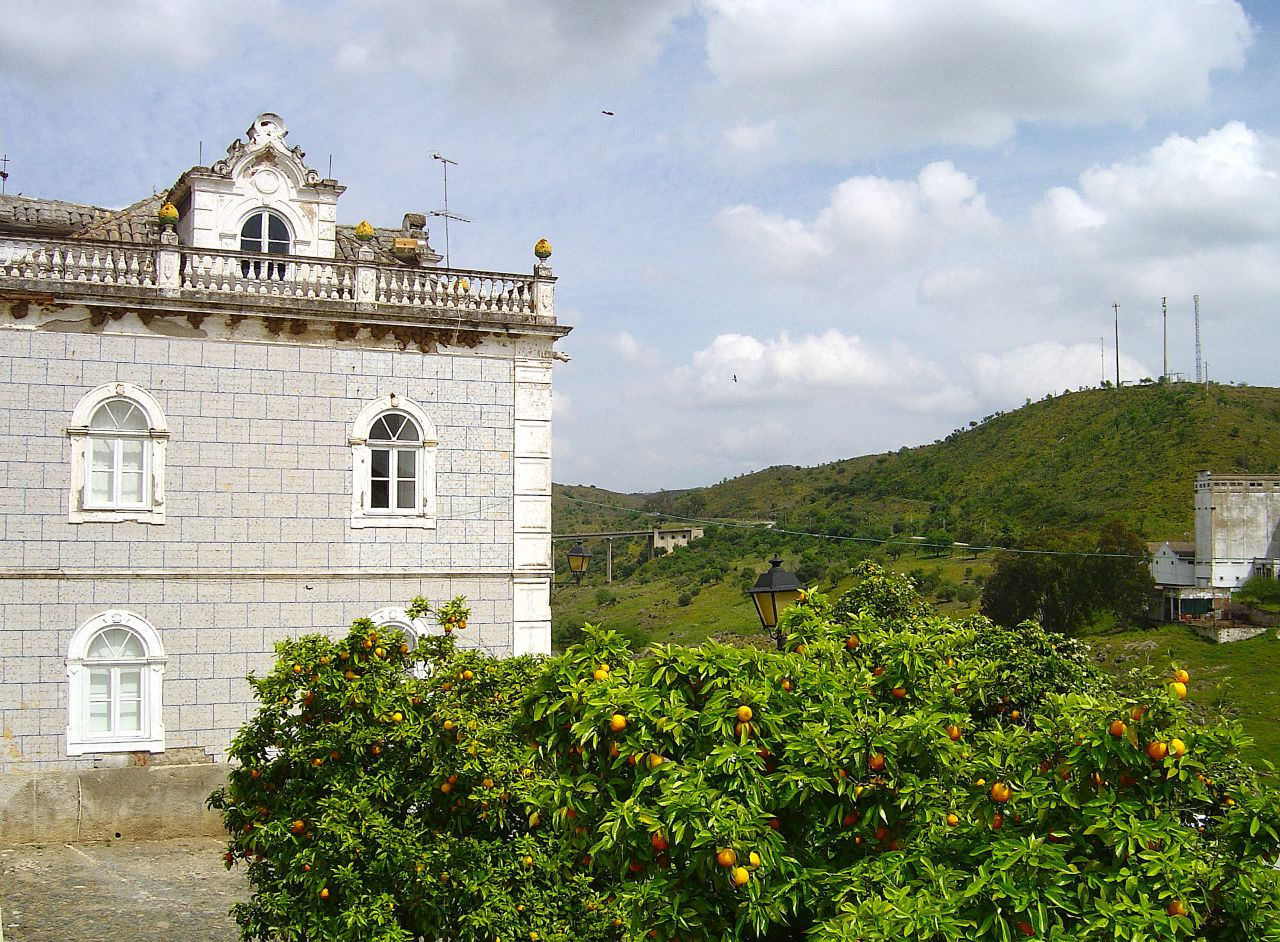
Edifício conhecido como Casa de Alonso Gomes, em Mértola.

## Biografia
Nasceu na freguesia de Mértola em 17 de Janeiro de 1819, no seio de uma família espanhola, com origem em Huelva.
Na década de 1860 criou, em conjunto com os seus irmãos, a sociedade Alonso Gomes & Companhia, que tinha como finalidade adquirir e explorar coutos mineiros no Baixo Alentejo. Alonso Gomes foi um dos principais empresários de minas em Portugal, principalmente na região do Baixo Alentejo, tendo sido responsável por mais de quarenta concessões definitivas entre as décadas de 1860 e 1880, incluindo a Mina de Ferragudo, no concelho de Castro Verde, e um couto mineiro, na Herdade de Val Calvo, na freguesia de Ervidel. Em 1889 participou na Exposição Nacional de Indústrias Fabris, com amostras de minério das suas várias explorações. Chegou a ser proprietário de quase todas as minas de manganês em território nacional.
Nos anos 70 iniciou um novo segmento de negócio, a navegação, com a criação da Empresa de Navegação a Vapor para o Algarve e Guadiana, que tinha o monopólio e a concessão do governo para o transporte de mercadorias entre Mértola e Vila Real de Santo António. Posteriormente expandiu o seu negócio para a navegação costeira, na carreira oficial entre Lisboa, Sines e vários portos do Algarve. Com efeito, em 15 de Novembro de 1883 o jornal O Districto de Faro noticiou que Alonso Gomes tinha encomendado um navio a vapor no Reino Unido, para substituir o Gomes 2, que então fazia a carreira entre Lisboa e o Algarve. Foi igualmente um abastado proprietário, tendo chegado a possuir 47 herdades, além de muitos prédios urbanos.
Também financiou a construção de diversas obras públicas na região do Alentejo, tendo duas fontes recebido o seu nome: o Chafariz de Alonso Gomes, em Messejana, e a Fonte Alonso Gomes na localidade de Cabeça Gorda. O seu nome também foi colocado num largo em Castro Verde, que no entanto foi renomeado para Praça da República na sequência da revolução republicana de 5 de Outubro de 1910. Foi condecorado pelo rei D. Carlos com a Grã-Cruz da Ordem de Mérito Industrial.
Tinha uma grande influência a nível político no Sul do país, principalmente no distrito de Beja e no Sotavento algarvio, tendo liderado o Partido Regenerador no distrito de Beja. Foi responsável pela nomeação de vários deputados em diversas legislaturas, dominando completamente em especial os concelhos de Mértola e de Odemira. Com efeito, pouco tempo antes da sua morte conseguiu que um sobrinho, Manuel Bravo Gomes, fosse eleito como deputado pelo círculo de Vila Real de Santo António. Também se destacou pela sua beneficiência, tendo apoiado muitas famílias no Sul do país. Ocupou igualmente o posto de reitor da Confraria do Santíssimo Sacramento, na freguesia de São João Baptista, em Beja.
Faleceu em Mértola, no dia 17 de Junho de 1897, de uma doença prolongada, tendo então oitenta anos de idade. O seu funeral foi muito concorrido, tendo participado habitantes dos concelhos de Mértola, Castro Verde, Almodôvar, Vila Real de Santo António e de outros pontos do território nacional.

## Leitura recomendada
- MENEZES, Luís Miguel Pulido Garcia Cardoso de (2021). Alonso Gomes (1819-1897), proprietário, industrial e capitalista do distrito de Beja: da actividade mineira à navegação a vapor em Portugal e no estrangeiro. Lisboa: Academia dos Ignotos. 92 páginas. ISBN 978-989-33-2681-7